# Carles Solà i Serra
Carles Solà i Serra (Berga, 1964) és un periodista català, que exerceix com a director del programa de televisió 30 minuts (TV3) des del 2017. També forma part de l'executiva de Plataforma per la Llengua (des de 2011) i va ser un dels impulsors de la plataforma Stop Mare Mortum (2015).

## Trajectòria
Va iniciar la seva trajectòria professional a Ràdio Manresa, Regió 7 i com a corresponsal al Berguedà del Correu 3, activitats que va realitzar entre 1985 i 1987. Posteriorment, durant dos anys, va treballar com a cap d'informatius a Ràdio Lleida (Cadena SER). A partir de 1989 va començar a treballar per a Televisió de Catalunya, la divisió de la Corporació Catalana de Mitjans Audiovisuals responsable en matèria de televisió. Fins al 2000 ho va fer com a reporter dels serveis informatius de TV3 i, fins al 2004, com a cap de la secció de Societat d'aquests mateixos serveis informatius. A continuació, va passar a dirigir el programa Tot un món (TV3), espai televisiu sobre el fenomen de la immigració i la diversitat cultural a Catalunya, des del seu inici el 2004 fins el seu final el 2017. En acabat, el juliol de 2017, es va fer càrrec de la direcció del programa de televisió 30 minuts (TV3), en substitució d'Eduard Sanjuán.
Paral·lelament, participa al Consell de l'Audiovisual de Catalunya (CAC), des de 2005 com a membre de la Mesa per a la diversitat en l'audiovisual i des de 2008 com a un dels seus vicepresidents. En aquesta línia, va ser un dels impulsors de la Comissió per la diversitat de TV3. També va ser fundador i portaveu de l'Espai Àfrica-Catalunya, impulsor de la plataforma Stop Mare Mortum el 2015 i membre de l'Executiva de Plataforma per la Llengua des del 2011. El 2013 va publicar, juntament amb Marta Muixí, l'adaptació a la realitat catalana del llibre Couvrir les migracions, de Jean-Paul Marthoz, amb el títol Corresponsals de les migracions: La cobertura informativa d'un fet global (Pol·len Edicions). El 2014 va ser un dels promotors de Diverscat en Acció, una associació en favor de la diversitat cultural coformada per comissió de Periodisme solidari del Col·legi de Periodistes de Catalunya i la Mesa per a la diversitat en l'audiovisual del CAC.